# Arthur Lira
Arthur César Pereira de Lira (Maceió, 25 de junio de 1969) o simplemente Arthur Lira, es un abogado, ganadero, empresario y político brasileño, actual Diputado Federal por Alagoas, miembro de Progressistas (PP) y Presidente de la Cámara de Diputados desde febrero de 2021.

## Carrera
Fue elegido Concejal de Maceió en 1992, reelegido en 1996. En 1998, Lira fue elegido Diputado estatal, reelegido en 2002 y 2006.
Lira fue anteriormente miembro del Partido del Frente Liberal (PFL), el Partido de la Social Democracia Brasileña (PSDB), el Partido Laborista Brasileño (PTB) y el Partido de la Movilización Nacional (PMN).
Miembro del Partido Progresista (PP) en 2009, fue elegido Diputado federal en 2010, reelegido en 2014 y 2018.
Durante su mandato, votó por el juicio político a la presidenta Dilma Rousseff y por la Enmienda Constitucional para limitar el gasto público (PEC 241) en 2016. En 2017, se mostró a favor de la Reforma Laboral (PL 6787 / 2016) y votó en contra de las dos denuncias presentadas por el Ministerio Público Federal (MPF) contra el presidente Michel Temer en agosto y octubre.

### Candidato a Presidente de la Cámara de Diputados
En enero, miembros de partidos de apoyo al gobierno de Jair Bolsonaro anunciaron la candidatura de Lira al mando de la Cámara. En un principio, Lira contó con el apoyo de 11 partidos para la votación del 1 de febrero: PSL, PP, PL, PSD, PODE, AVANTE, PTB, PSC, PATRI, PROS y REP. El objetivo del grupo era derrotar al candidato apoyado por el presidente Rodrigo Maia, el diputado Baleia Rossi.

## Controversias

### Operación Taturana
El 16 de diciembre de 2011, la jueza Helestron Costa, del Juzgado 17 de Finanzas Públicas de Maceió, determinó la suspensión de Arthur Lira de los cargos públicos, así como la suspensión de los diputados estatales João Beltrão y Cícero Ferro, del alcalde de Roteiro Fábio Jatobá, del exdiputado de Estado Celso Luiz Brandão, exalcalde de Canapi, y de la hija de João Beltrão, Jully Beltrão, como desarrollo de la Operación Taturana, iniciada en 2007. Además, el juez dictamina el bloqueo de los bienes de todos ellos. Sin embargo, posteriormente el Tribunal de Justicia de Alagoas resolvió suspender los efectos de la decisión tras analizar los recursos interpuestos por la defensa del parlamentario. El presidente de la Corte, desembargador Sebastião Costa Filho, entendió que Lira no podía perturbar las investigaciones.
En 2012, Arthur Lira fue declarado culpable por el 17º Juzgado Civil de Maceió en un juicio civil por deshonestidad administrativa por el mismo caso. Arthur era 1.er Secretario de la Junta Directiva de la Asamblea Legislativa de Alagoas y había manipulado la nómina, haciendo descuentos indebidos de los cheques de la Asamblea. Sin embargo, apeló la condena.
Antes de esto, en 2008, Lira había sido arrestada por obstrucción a la justicia. Estaba suspendido de sus funciones en la Asamblea Legislativa desde el 17 de marzo por su participación en el Caso Taturanas, acusado de participar en un esquema de fraude que representaba R$ 280 millones del Poder Legislativo, además de tener sus bienes bloqueados.

### Enriquecimiento ilícito
En 2016, el periodista Chico de Gois, de O Globo, lanzó un libro titulado "Os Ben$ que os Políticos Fazem", que golpeó directamente a Arthur Lira y a su padre, Benedito de Lira. El libro presenta 10 casos de políticos brasileños que se enriquecieron durante su mandato. Entre ellos, trae el enriquecimiento de tres hijos de políticos que, a pesar de ser jóvenes, tenían una fortuna mayor que la de sus padres, que llevan años en la política. Además de Lira, otros políticos citados fueron João Henrique Caldas y Wilson Filho.
Según la publicación, Arthur tenía un patrimonio neto de R$ 79.000 en 1996. En 2006, después de diez años, este valor se elevó a más de R$ 695.000. En 2010, luego de 14 años y tres mandatos (dos como Diputado estatal y uno como Diputado federal), su patrimonio creció a más de R$ 2 millones. Además de este crecimiento, no declaró bienes, como un departamento del barrio de Jatiúca, en Maceió. Junto con su padre, tampoco declaró que eran socios de la empresa D'Lira Agropecuária e Eventos, fundada en 2007. El libro también describe la acusación de que el parlamentario era miembro de un esquema de malversación de recursos de la Asamblea Legislativa de Alagoas, en la Operación Taturana, donde es calificado por la Policía Federal como un político "sin límites para usurpar el dinero público".

### Acusación de violencia doméstica
En diciembre de 2013, el Tribunal Supremo Federal abrió una investigación por presunta lesión corporal en contra de su exesposa, lo que habría ocurrido en 2006, siete meses después de su divorcio. En septiembre de 2015, el Segundo Grupo de la Corte Suprema, absolvió por unanimidad al Diputado Federal de los delitos de amenaza y lesiones corporales. El informe de la Fiscalía General de la República recomendó la absolución del parlamentario por dos motivos: primero, el conjunto de pruebas no fue suficiente para demostrar que hubo violencia intrafamiliar; en segundo lugar, la exesposa de Lira reconoció que "[ella] lo había hecho como venganza".
La denuncia fue recibida en la sala de la Corte Suprema el 5 de diciembre de 2013, siendo abierta en una votación de 6 a 3, entendiendo la mayoría que había "un apoyo mínimo en cuanto a la existencia de pruebas de autoría y materialidad del delito". Los magistrados Celso de Mello, Gilmar Mendes y Cármen Lúcia coincidieron con el voto del relator, magistrado Teori Zavascki. El parlamentario, en la investigación, había sido imputado con fundamento en el párrafo noveno del artículo 129 del Código Penal, introducido por la Ley Maria da Penha (Ley N.º 11.340 / 2006).
La defensa de Lira acusó a su exesposa de mentir en su testimonio para poner en peligro al parlamentario. Según la abogada Fernanda Tortima, "hizo el examen del cuerpo del delito y el perito no vio ningún corte en los labios. Dijo que la golpearon durante 40 minutos, y el resultado son cuatro hematomas en brazos y piernas. Mintió. Posteriormente la testigo firmó una declaración retomando lo dicho, y dice claramente que nunca presenciaron agresión alguna y que firmaron la declaración en la Comisaría de Mujeres sin ni siquiera leerla”.
El 1 de abril de 2008, Lira fue capturado por equipos de la Justicia Civil, con el apoyo de las Fuerzas de Seguridad Nacional, y fue detenido en el Comando del Departamento de Bomberos. Un alguacil debe entregar una insinuación para testificar en una acusación de agresión contra su exesposa. En la ocasión el alguacil informó al desembargador Orlando Manso que el parlamentario se negó a recibir el documento. En un testimonio, Lira afirmó que no se negó, solo pidió esperar hasta el final de la sesión en la Asamblea Legislativa. El diputado no estaba esposado y llegó a la sede de la Policía Civil en su propio automóvil, junto a dos policías civiles y escoltado por un equipo de la Fuerza Nacional. Tras el testimonio y el examen del cuerpo del delito, Lira permaneció en el Comando del Cuerpo de Bomberos.
En febrero de 2015, Jullyene Cristine Santos Lins cambió su testimonio en una audiencia de instrucción en la Corte Suprema, negando haber sido golpeada por Lira, como informó anteriormente.

### Operación Autolavado
El 4 de septiembre de 2015, el fiscal general Rodrigo Janot presentó denuncias ante el Supremo Tribunal Federal contra Lira y su padre, el senador Benedito de Lira, por participación en un esquema de corrupción en Petrobras investigado en la Operación Autolavado. En la denuncia, Janot solicita la condena. de ambos por los delitos de corrupción y lavado de dinero.
Durante las investigaciones, el exdirector de Petrobras Paulo Roberto Costa afirmó, en un alegato, que envió R$ 1 millón, a través de Alberto Youssef, para la campaña de su padre al Senado en 2010. El valor, según Costa, viene de una "cuota" para el Partido Progresista en un esquema de corrupción por sobreprecio en los contratos de Petrobras. En el caso del diputado Lira, Youssef afirmó, también en un alegato, que pagó los gastos de la campaña parlamentaria en 2010. El banquero también dijo que sabía por el asesor del diputado que Lira recibió R$ 100.000 en efectivo. pero fue detenido con el dinero en el aeropuerto de Congonhas en São Paulo. Además, según el banquero, el legislador recibió transferencias mensuales entre R $ 30.000 y R $ 150.000 de la "cuota" del partido. En un informe remitido a la Corte Suprema, la Policía Federal designó también al empresario Ricardo Pessoa, de UTC Engenharia, quien también afirmó en declaraciones de culpabilidad que ambos fueron beneficiados con dinero desfalcado de Petrobras. El 1 de septiembre, la Policía envió el informe a la Corte Suprema, en el que señalan evidencias de corrupción pasiva de dos legisladores y solicitan, como medida cautelar en un procedimiento separado, las suspensiones de ambos de cargos públicos.
Arthur Lira había sido fotografiado en la entrada del edificio de Youssef, en São Paulo. Según el legislador, estuvo allí para hablar sobre la donación para la campaña de su padre al Senado en 2010. Ese año, mientras recaudaba dinero para Benedito, Arthur dijo que recibió una llamada del diputado José Janene, entonces tesorero del Partido Progresista. Janene programó una reunión con Lira en la oficina de Youssef, identificando al banquero solo como "primo". Lira dijo que fue allí sin saber que era banquero. Al llegar a la oficina, Youssef estaba solo, sin Janene, y había dicho que sería difícil conseguir donaciones para Benedito. Desde su punto de vista, no pudo derrotar a Renan Calheiros y Heloísa Helena en la carrera por dos escaños en el Senado por Alagoas ese año. El legislador agradeció su tiempo y se fue. Semanas después, sin embargo, Lira dijo que recibió otra llamada, en la que Janene dijo que la Construtora Constan donaría R$ 400 mil para la campaña. Regresó a la oficina de Youssef una vez más pero, según él, sabría quién era el banquero solo años después.
Además de él, otros legisladores fueron registrados frente al mismo edificio. Cuatro del mismo partido que Lira, Mário Negromonte, Aline Corrêa, Nelson Meurer y João Pizzolatti, además de Luiz Argôlo (SD) y el diputado acusado André Vargas (PT).
En febrero de 2016, la Corte Suprema falló por el bloqueo de los bienes de Arthur y Benedito de Lira. La solicitud provino de la Policía Federal y fue avalada por el Ministerio Público Federal. El bloqueo alcanzó R$ 4,2 millones.

### Eduardo Cunha
Arthur Lira es considerado uno de los principales aliados del entonces presidente de la Cámara de Diputados Eduardo Cunha, designado por él, en febrero de 2015, como presidente de la Comisión de Constitución y Justicia, una de las más importantes del Congreso brasileño. Todos los proyectos de la Cámara deben ser aprobados por este comité.
Cunha también nombró a Lira como presidente del Comité de Presupuesto en mayo de 2016, cuando fue suspendido de su cargo por la Corte Suprema.
Lira también fue designado como relator de una investigación abierta por el presidente interino Waldir Maranhão sobre el juicio político a parlamentarios, en un juicio para salvar el mandato de Cunha. Maranhão también es miembro del Partido Progresista y aliado de Cunha. Lira presentó un informe en el que defiende la presentación a la sala de un Proyecto de Resolución, no el informe realizado por el Consejo de Ética con la votación que autoriza el juicio político a Eduardo Cunha.

### Licencia de conducir vencida
En 2009, Lira tuvo su Carnet de Calificación Nacional aprehendido durante un bombardeo en el centro de Maceió, debido a las vacaciones de Semana Santa, recibiendo una multa de R$ 540. La licencia de conducir del legislador estaba vencida desde octubre de 2008. El documento fue enviado al Departamento de Tránsito del Estado (Detran) y su vehículo solo fue entregado después de que Lira entró en contacto con una persona con licencia válida para conducirlo.